# 关黄檗
黄檗，也叫关黄檗，为芸香科黄檗属下的一个种。

## 外部連結
- 黃檗 （页面存档备份，存于） 藥用植物圖像資料庫 (香港浸會大學中醫藥學院) （中文）（英文）
- 關黃柏 中藥材圖像數據庫  (香港浸會大學中醫藥學院) （中文）（英文）